# Möbel Martin
Möbel Martin ist ein Möbelhändler mit Sitz in Saarbrücken. Seine acht Einrichtungshäuser im Saarland und in Rheinland-Pfalz führen Möbel, Heimtextilien, Dekoration und Gartenmöbel.

## Geschichte
Der Grundstein für die Möbel-Martin-Gruppe wurde im Jahr 1959 durch Firmengründer Werner Martin mit einem Möbel-Großhandel in Neunkirchen gelegt. Seitdem konnte das Familienunternehmen kontinuierlich wachsen. Inzwischen verfügt die Unternehmensgruppe über acht Einrichtungshäuser in Rheinland-Pfalz und im Saarland. Ab 1974 war Silvia Martin im väterlichen Unternehmen als Assistentin der Geschäftsführung tätig und betreute im Rahmen der Expansion mehrere Projekte. 1976 wurde sie Mitglied der Geschäftsführung der Gruppe, zunächst zuständig für die Geschäftsbereiche Controlling, Finanz- und Rechnungswesen. 1990 wurde der Stammsitz der Gruppe aus Rheinland-Pfalz wieder in das Saarland verlegt. Mit Nicolas Martin ist auch die dritte Generation in der Geschäftsführung vertreten.
Inzwischen ist Möbel Martin das größte Möbeleinzelhandelsunternehmen in Südwestdeutschland. Stand 2012 verfügt die Gruppe über 115.000 m² Lager- sowie rund 157.000 m² Verkaufsfläche. Die Belegschaft beläuft sich auf über 2.000 Mitarbeiter und mit 60 Auszubildenden in elf verschiedenen Ausbildungsberufen ist das Unternehmen der größte Ausbildungsbetrieb im saarländischen Handel.

## Standorte
Die Standorte und Gründungsjahre im Überblick:
- 1959 Neunkirchen[1]
- 1960 Meisenheim
- 1971 Ensdorf
- 1981 Saarbrücken, Neubau 2019
- 1988 Zweibrücken
- 1990 Logistik-Center Zweibrücken
- 1997 Konz
- 1997 Logistik-Center Könen
- 1998 Logistik-Center Ensdorf
- 1999 Möbel Martin Koordination
- 2000 Logistik-Center Bexbach
- 2000 Kaiserslautern
- 2012 Mainz
- 2019 Saarbrücken[1]

## Eigenmarke
Unter den Namen Alessandro Cavoni und Bruno Brunatti entwirft und designt das Unternehmen eigene Möbel im mediterranen Stil.